# John Banville
John Banville (n. 8 decembrie 1945, Wexford, Leinster⁠(d), Irlanda) este un scriitor irlandez și critic literar. Pentru romanul său Marea a obținut în anul 2005 Booker Prize. Sub pseudonimul Benjamin Black scrie de asemenea romane polițiste. În anul 2014 obține "Premiul Prințul Asturiei".

## Traduceri în limba română
- Marea (București, Editura Nemira, 2007)
- Onorată instanță (București, Editura Nemira, 2007, ISBN 978-973-569-979-6)
- Athena (București, Editura Nemira, 2008, ISBN 978-973-143-206-9)
- Năluci (București, Editura Nemira, 2008, ISBN 978-973-143-126-0)

## Legături externe
- de John Banville în Catalogul Bibliotecii Naționale a Germaniei (Informații despre John Banville • PICA • Căutare pe site-ul Apper)
- (engleză)
- John Banville la Internet Movie Database
- en John Banville la NNDB
- Editura Nemira